# Lutrigot
 (décembre 2017).
Si vous disposez d'ouvrages ou d'articles de référence ou si vous connaissez des sites web de qualité traitant du thème abordé ici, merci de compléter l'article en donnant les références utiles à sa vérifiabilité et en les liant à la section « Notes et références ».
Lutrigot est un poème héroï-comique en cinq chants de Balthazar de Bonnecorse. Il parut en 1686.
C'est une parodie des œuvres de Boileau, plus particulièrement du Lutrin. Lutrigot est une réplique de Bonnecorse à Nicolas Boileau qui, dans Le Lutrin, s'est joué de La Montre d'amour, poème de Balthazar de Bonnecorse. Boileau répliqua à son tour par cette épigramme « à MM. Pradon et Bonnecorse, qui firent en même temps paraître contre moi chacun un volume d'injures » :
Venez, Pradon et Bonnecorse,

Grands écrivains de même force,

De vos vers recevoir le prix ;

Venez prendre dans mes écrits

La place que vos noms demandent.

Linière et Perrin vous attendent.

## Analyse générale du poème
La muse Terpsicore aime Lutrigot et veut le voir élever par Apollon à un rang d'honneur et d'immortalité. Mais le dieu blâme Lutrigot et ne lui promet le Parnasse que s'il consent à ne plus médire dans ses écrits. Lutrigot quitte alors la satire et va entreprendre un ouvrage n'ayant pour sujet qu'un accident commun, qu'un pupitre stérile:Le Lutrin. Il le récite de ruelle en ruelle, mandant en tous lieux quelque applaudissement.
Terpsicore amène Lutrigot devant Apollon sur demande de ce dernier. Lutrigot se vante d'être l'unique auteur à avoir changé le burlesque en parfait héroïque et lit lui-même Le Lutrin devant Apollon et devant tous les savants du Parnasse. Apollon trouve Le Lutrin et riche, et sans défaut. Il ordonne qu'on mette Lutrigot à cheval sur un vaste lutrin et que, monté de la sorte, on fasse et le tour du palais, et le tour du Parnasse. Mais, pendant la cérémonie, un hibou se perche sur la tête de Lutrigot qui tombe tout effrayé.